# Daniel Barritt
Daniel Barritt (Burnley, 23 agosto 1980) è un copilota di rally britannico, dal 2024 gareggia in coppia con Neil Roskell.

## Biografia
Nato a Burnley, Barritt proviene da una famiglia impegnata nei rally da tre generazioni, suo nonno era anch'egli co-pilota negli anni '50 e suo padre negli anni '70. La sua prima esperienza da navigatore fu a fianco del padre, al Tour of Mull Rally, in Scozia, quando aveva 16 anni.

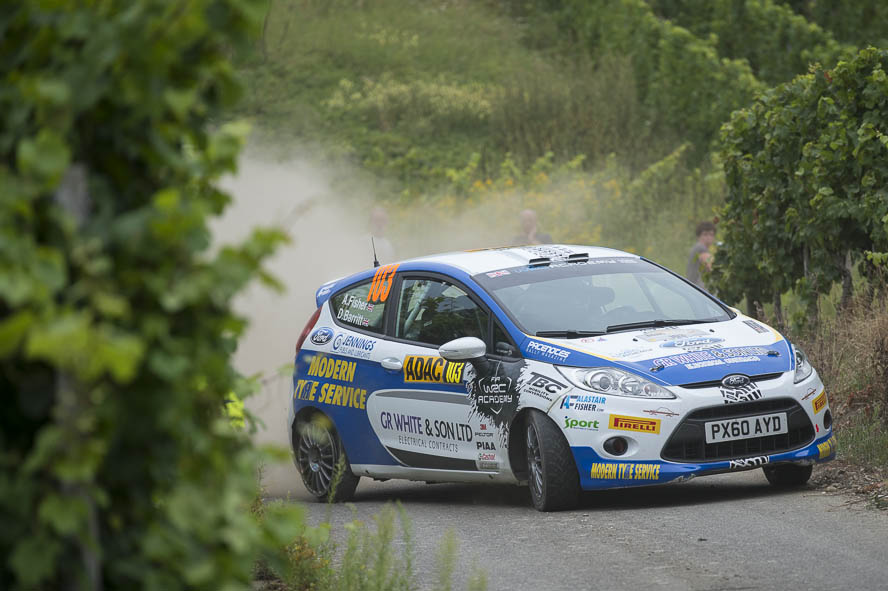
Barritt e Alastair Fischer al Rally di Germania 2012

Disputò la sua prima gara titolata nel 1999, al Tour of Epynt, in Gran Bretagna, a bordo di una Vauxhall Astra pilotata da Craig Bracewell. 
Esordì nel mondiale al Rally di Gran Bretagna del 2000 con David Bateson su una Volkswagen Polo 16V ma non riuscirono a terminare la gara. Nel 2002 iniziò a gareggiare con David Higgins e con altri piloti suoi connazionali, disputando gare di vario titolo in tutti i continenti. Nel 2006 affrontò invece il campionato PWRC con il giapponese Fumio Nutahara su una Mitsubishi Lancer Evo IX di gruppo N, terminando al secondo posto della graduatoria generale di categoria e raccogliendo il suo primo punto iridato al Rally del Giappone, dove furono ottavi; proseguì nel PWRC anche nel 2007 e nel 2008 sempre con Nutahara.
Nel 2008 Barritt disputò la sua prima stagione completa nella massima categoria, al fianco del pilota zimbabwese Conrad Rautenbach con una Citroën C4 WRC del Citroën Junior Team, ottenendo quattro piazzamenti a punti e il decimo posto nella generale a fine anno. Nel 2010 tornò a gareggiare nel PWRC con Toshihiro Arai e nel 2011 e nel 2012 accompagnò il connazionale Alastair Fisher nel campionato WRC Academy, dedicato ai piloti emergenti, concludendo terzi al termine della loro prima stagione.

### 2013: il sodalizio con Evans

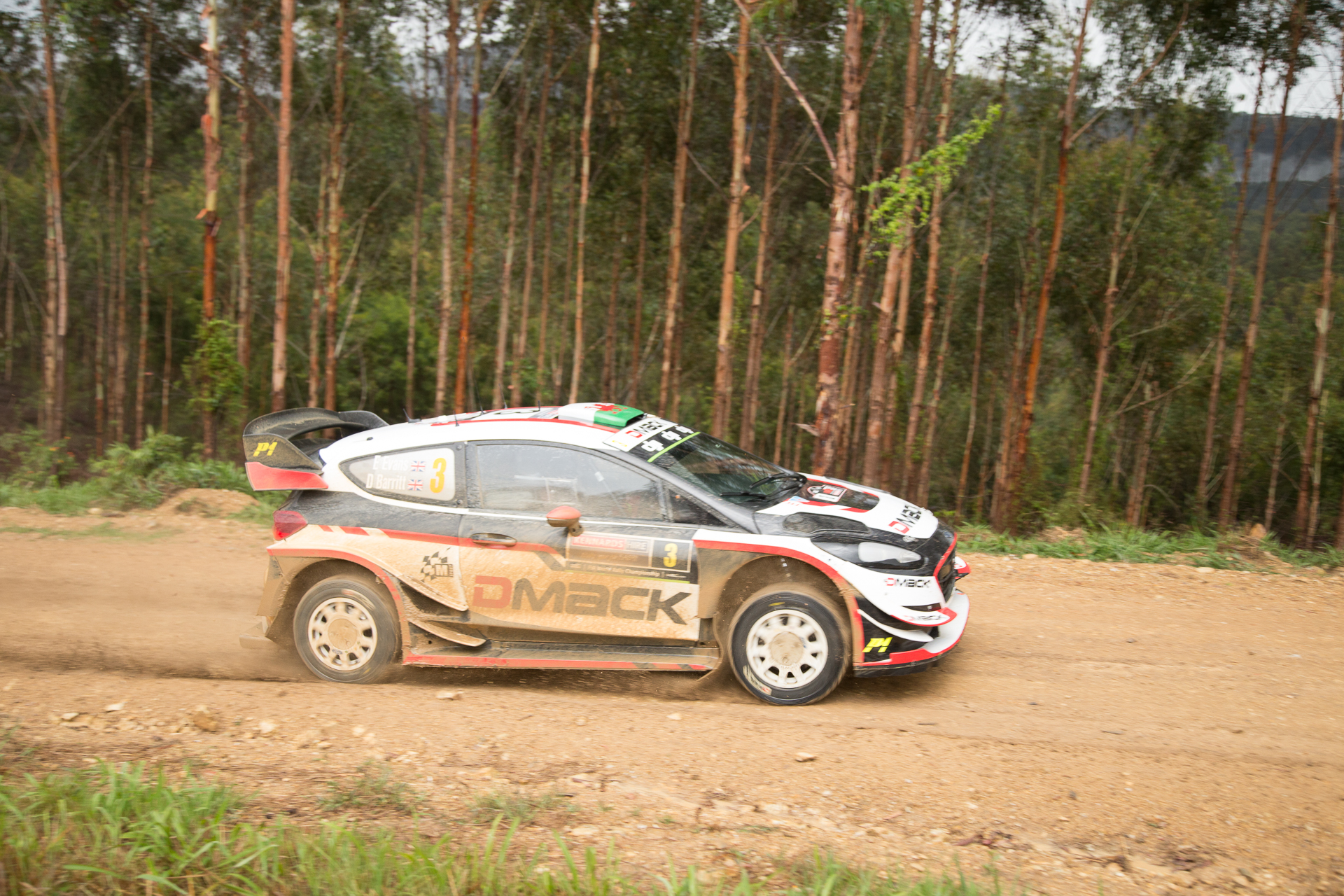
Barritt ed Evans con la Ford Fiesta WRC al Rally di Finlandia 2017

Nel 2013 iniziò a competere stabilmente con Elfyn Evans nella categoria WRC-2 con una Ford Fiesta R5 per la squadra britannica M-Sport e la stagione successiva vennero promossi nella massima categoria e disputarono tutte le gare iridate con la Ford Fiesta RS WRC, piazzandosi a punti in nove appuntamenti e concludendo ottavi a fine anno. Nel 2015 Barritt ottenne il suo primo podio in carriera al Rally d'Argentina (terzo), sempre con Evans e per la M-Sport.

Dopo un anno quasi sabbatico, il 2016, dove fu presente soltanto in Finlandia con Takamoto Katsuta, Barritt tornò a gareggiare con Evans e furono al via della stagione 2017 con la nuova Ford Fiesta WRC, gareggiando con la terza vettura del team M-Sport sponsorizzata dal costruttore di pneumatici DMACK; ottenne la sua prima vittoria nel penultimo appuntamento dell'anno, il Rally di Gran Bretagna, dove trionfarono di fronte al loro pubblico.

Per il 2018 la coppia è stata confermata e promossa a prima guida del team britannico per disputare tutte le gare della stagione a fianco dei cinque volte campioni del mondo Sébastien Ogier e Julien Ingrassia.

## Vittorie nel mondiale rally

### WRC Academy
| Nº | Anno | Rally                    | Pilota          | Vettura        |
| -- | ---- | ------------------------ | --------------- | -------------- |
| 1  | 2011 | 2º Rally d'Alsazia       | Alastair Fisher | Ford Fiesta R2 |
| 2  | 2012 | 46º Rally del Portogallo | Alastair Fisher | Ford Fiesta R2 |

### P-WRC
| Nº | Anno | Rally                    | Pilota         | Vettura                  | Squadra               |
| -- | ---- | ------------------------ | -------------- | ------------------------ | --------------------- |
| 1  | 2006 | 74º Rally di Monte Carlo | Fumio Nutahara | Mitsubishi Lancer Evo IX | Advan-Piaa Rally Team |
| 2  | 2006 | 3º Rally del Giappone    | Fumio Nutahara | Mitsubishi Lancer Evo IX | Advan-Piaa Rally Team |
| 3  | 2006 | 24º Rally di Cipro       | Fumio Nutahara | Mitsubishi Lancer Evo IX | Advan-Piaa Rally Team |

### WRC-2
| Nº | Anno | Rally                      | Pilota           | Vettura        | Squadra           |
| -- | ---- | -------------------------- | ---------------- | -------------- | ----------------- |
| 1  | 2013 | 69º Rally di Gran Bretagna | Elfyn Evans      | Ford Fiesta R5 | Qatar M-Sport WRT |
| 2  | 2019 | 1º Rally del Cile          | Takamoto Katsuta | Ford Fiesta R5 | -                 |

### WRC
| Nº | Anno | Rally                      | Pilota      | Vettura         | Squadra                  |
| -- | ---- | -------------------------- | ----------- | --------------- | ------------------------ |
| 1  | 2017 | 73º Rally di Gran Bretagna | Elfyn Evans | Ford Fiesta WRC | M-Sport World Rally Team |

## Risultati nel mondiale rally

### WRC
| 2000 | Scuderia | Vettura             |  |  |  |  |  |  |  |  |  |  |  |  |  |     |  |  | Punti | Pos. |
| ---- | -------- | ------------------- |  |  |  |  |  |  |  |  |  |  |  |  |  | --- |  |  | ----- | ---- |
| 2000 |          | Volkswagen Polo 16V |  |  |  |  |  |  |  |  |  |  |  |  |  | Rit |  |  | -     |      |

| 2002 | Scuderia | Vettura              |  |  |  |  |  |  |  |  |  |  |  |  |  |     |  |  | Punti | Pos. |
| ---- | -------- | -------------------- |  |  |  |  |  |  |  |  |  |  |  |  |  | --- |  |  | ----- | ---- |
| 2002 |          | Subaru Impreza WRC99 |  |  |  |  |  |  |  |  |  |  |  |  |  | Rit |  |  | -     |      |

| 2004 | Scuderia | Vettura            |  |  |  |  |  |  |  |  |  |  |  |  |  |  |  |     | Punti | Pos. |
| ---- | -------- | ------------------ |  |  |  |  |  |  |  |  |  |  |  |  |  |  |  | --- | ----- | ---- |
| 2004 |          | Subaru Impreza STi |  |  |  |  |  |  |  |  |  |  |  |  |  |  |  | Rit | -     |      |

| 2005 | Scuderia | Vettura                                                       |  |  |  |  |  |  |    |  |  |  |  |    |  |  |  |    | Punti | Pos. |
| ---- | -------- | ------------------------------------------------------------- |  |  |  |  |  |  | -- |  |  |  |  | -- |  |  |  | -- | ----- | ---- |
| 2005 |          | Opel Corsa S1600 Mitsubishi Lancer Evo VII Subaru Impreza STi |  |  |  |  |  |  | 31 |  |  |  |  | 24 |  |  |  | 10 | -     |      |

| 2006 | Scuderia              | Vettura                  |    |  |    |  |  |  |  |  |  |  |   |    |  |    |    |    | Punti | Pos. |
| ---- | --------------------- | ------------------------ | -- |  | -- |  |  |  |  |  |  |  | - | -- |  | -- | -- | -- | ----- | ---- |
| 2006 | Advan-Piaa Rally Team | Mitsubishi Lancer Evo IX | 17 |  | SQ |  |  |  |  |  |  |  | 8 | 11 |  | 26 | 21 | 51 | 1     | 29º  |

| 2007 | Scuderia              | Vettura                  |  |    |  |    |  |     |  |  |  |  |    |  |  |     |    |  | Punti | Pos. |
| ---- | --------------------- | ------------------------ |  | -- |  | -- |  | --- |  |  |  |  | -- |  |  | --- | -- |  | ----- | ---- |
| 2007 | Advan-Piaa Rally Team | Mitsubishi Lancer Evo IX |  | 22 |  | 18 |  | Rit |  |  |  |  | 17 |  |  | Rit | 21 |  | -     |      |

| 2008 | Scuderia              | Vettura                                          |  |  |  |    |  |  |    |  |    |  |     |  |  |    |     |  | Punti | Pos. |
| ---- | --------------------- | ------------------------------------------------ |  |  |  | -- |  |  | -- |  | -- |  | --- |  |  | -- | --- |  | ----- | ---- |
| 2008 | Advan-Piaa Rally Team | Mitsubishi Lancer Evo IX Mitsubishi Lancer Evo X |  |  |  | 11 |  |  | 17 |  | 23 |  | Rit |  |  | 18 | Rit |  | -     |      |

| 2009 | Scuderia            | Vettura        |    |     |   |     |     |     |   |   |     |     |    |   |  |  |  |  | Punti | Pos. |
| ---- | ------------------- | -------------- | -- | --- | - | --- | --- | --- | - | - | --- | --- | -- | - |  |  |  |  | ----- | ---- |
| 2009 | Citroën Junior Team | Citroën C4 WRC | 18 | Rit | 6 | Rit | Rit | Rit | 5 | 8 | Rit | Rit | 11 | 8 |  |  |  |  | 9     | 10º  |

| 2010 | Scuderia         | Vettura            |  |    |  |  |    |  |  |  |    |     |    |  |    |  |  |  | Punti | Pos. |
| ---- | ---------------- | ------------------ |  | -- |  |  | -- |  |  |  | -- | --- | -- |  | -- |  |  |  | ----- | ---- |
| 2010 | Subaru Team Arai | Subaru Impreza STi |  | 11 |  |  | 26 |  |  |  | 34 | Rit | 23 |  | 30 |  |  |  | -     |      |

| 2012 | Scuderia          | Vettura                                   |  |  |  |  |  |  |  |  |  |    |  |  |    |  |  |  | Punti | Pos. |
| ---- | ----------------- | ----------------------------------------- |  |  |  |  |  |  |  |  |  | -- |  |  | -- |  |  |  | ----- | ---- |
| 2012 | Proton Motorsport | Ford Fiesta S2000 Proton Satria Neo S2000 |  |  |  |  |  |  |  |  |  | 23 |  |  | 17 |  |  |  | -     |      |

| 2013 | Scuderia          | Vettura                        |  |  |  |    |  |  |  |     |   |  |    |     |   |  |  |  | Punti | Pos. |
| ---- | ----------------- | ------------------------------ |  |  |  | -- |  |  |  | --- | - |  | -- | --- | - |  |  |  | ----- | ---- |
| 2013 | Qatar M-Sport WRT | Ford Fiesta RRC Ford Fiesta R5 |  |  |  | 23 |  |  |  | Rit | 6 |  | 11 | Rit | 8 |  |  |  | 12    | 14º  |

| 2014 | Scuderia                 | Vettura            |   |     |   |    |   |   |    |   |   |   |   |    |   |  |  |  | Punti | Pos. |
| ---- | ------------------------ | ------------------ | - | --- | - | -- | - | - | -- | - | - | - | - | -- | - |  |  |  | ----- | ---- |
| 2014 | M-Sport World Rally Team | Ford Fiesta RS WRC | 6 | Rit | 4 | 22 | 7 | 5 | 35 | 7 | 4 | 8 | 6 | 14 | 5 |  |  |  | 81    | 8º   |

| 2015 | Scuderia                 | Vettura            |   |   |   |   |    |   |     |    |   |   |   |    |   |  |  |  | Punti | Pos. |
| ---- | ------------------------ | ------------------ | - | - | - | - | -- | - | --- | -- | - | - | - | -- | - |  |  |  | ----- | ---- |
| 2015 | M-Sport World Rally Team | Ford Fiesta RS WRC | 7 | 6 | 4 | 3 | 64 | 4 | Rit | 12 | 6 | 9 | 2 | 34 | 6 |  |  |  | 89    | 7º   |

| 2016 | Scuderia             | Vettura        |  |  |  |  |  |  |  |    |  |  |  |  |  |  |  |  | Punti | Pos. |
| ---- | -------------------- | -------------- |  |  |  |  |  |  |  | -- |  |  |  |  |  |  |  |  | ----- | ---- |
| 2016 | Tommi Mäkinen Racing | Ford Fiesta R5 |  |  |  |  |  |  |  | 27 |  |  |  |  |  |  |  |  | -     |      |

| 2017 | Scuderia                 | Vettura         |    |   |   |    |   |    |     |   |   |   |   |   |   |  |  |  | Punti | Pos. |
| ---- | ------------------------ | --------------- | -- | - | - | -- | - | -- | --- | - | - | - | - | - | - |  |  |  | ----- | ---- |
| 2017 | M-Sport World Rally Team | Ford Fiesta WRC | 64 | 6 | 9 | 21 | 2 | 63 | Rit | 8 | 2 | 6 | 7 | 1 | 5 |  |  |  | 128   | 5º   |

| 2018 | Scuderia         | Vettura         |   |    |     |  |   |    |     |   |    |     |    |    |    |  |  |  | Punti | Pos. |
| ---- | ---------------- | --------------- | - | -- | --- |  | - | -- | --- | - | -- | --- | -- | -- | -- |  |  |  | ----- | ---- |
| 2018 | M-Sport Ford WRT | Ford Fiesta WRC | 6 | 14 | Rit |  | 6 | 25 | 145 | 7 | 25 | 125 | 20 | 34 | 64 |  |  |  | 70    | 10º  |

| 2019 | Scuderia             | Vettura                                               |    |     |  |    |    |    |    |     |     |    |  |    |    |  |  |  | Punti | Pos. |
| ---- | -------------------- | ----------------------------------------------------- | -- | --- |  | -- | -- | -- | -- | --- | --- | -- |  | -- | -- |  |  |  | ----- | ---- |
| 2019 | Tommi Mäkinen Racing | Ford Fiesta R5, Ford Fiesta Rally2 e Toyota Yaris WRC | 13 | Rit |  | 14 | 15 | 14 | 21 | Rit | Rit | 10 |  | 14 | 39 |  |  |  | 1     | 30º  |

| 2020 | Scuderia                | Vettura          |   |   |  |     |  |     |     |  |  |  |  |  |  |  |  |  | Punti | Pos. |
| ---- | ----------------------- | ---------------- | - | - |  | --- |  | --- | --- |  |  |  |  |  |  |  |  |  | ----- | ---- |
| 2020 | Toyota Gazoo Racing WRT | Toyota Yaris WRC | 7 | 9 |  | Rit |  | Rit | 201 |  |  |  |  |  |  |  |  |  | 13    | 13º  |

| 2021 | Scuderia                | Vettura          |   |   |   |   |   |   |     |  |  |  |  |  |  |  |  |  | Punti | Pos. |
| ---- | ----------------------- | ---------------- | - | - | - | - | - | - | --- |  |  |  |  |  |  |  |  |  | ----- | ---- |
| 2021 | Toyota Gazoo Racing WRT | Toyota Yaris WRC | 6 | 6 | 6 | 4 | 4 | 2 | Rit |  |  |  |  |  |  |  |  |  | 66    | 7º   |

| Legenda | 1º posto | 2º posto | 3º posto | A punti | Senza punti | Ritirato | Squalificato | NP=Non partito C=Gara cancellata | Apice=Power stage |

### SWRC / WRC-2
| 2012 | Scuderia          | Vettura                                   |  |  |  |  |  |  |  |  |  |   |  |  |   |  |  |  | Punti | Pos. |
| ---- | ----------------- | ----------------------------------------- |  |  |  |  |  |  |  |  |  | - |  |  | - |  |  |  | ----- | ---- |
| 2012 | Proton Motorsport | Ford Fiesta S2000 Proton Satria Neo S2000 |  |  |  |  |  |  |  |  |  | 5 |  |  | 4 |  |  |  | 22    | 7º   |

| 2013 | Scuderia          | Vettura                        |  |  |  |   |  |  |  |     |   |  |   |     |   |  |  |  | Punti | Pos. |
| ---- | ----------------- | ------------------------------ |  |  |  | - |  |  |  | --- | - |  | - | --- | - |  |  |  | ----- | ---- |
| 2013 | Qatar M-Sport WRT | Ford Fiesta RRC Ford Fiesta R5 |  |  |  | 8 |  |  |  | Rit | 2 |  | 2 | Rit | 1 |  |  |  | 65    | 7º   |

| 2016 | Scuderia             | Vettura        |  |  |  |  |  |  |  |    |  |  |  |  |  |  |  |  | Punti | Pos. |
| ---- | -------------------- | -------------- |  |  |  |  |  |  |  | -- |  |  |  |  |  |  |  |  | ----- | ---- |
| 2016 | Tommi Mäkinen Racing | Ford Fiesta R5 |  |  |  |  |  |  |  | 12 |  |  |  |  |  |  |  |  | 0     |      |

| 2019 | Scuderia | Vettura                             |  |     |  |   |   |   |    |     |     |  |  |  |  |  |  |  | Punti | Pos. |
| ---- | -------- | ----------------------------------- |  | --- |  | - | - | - | -- | --- | --- |  |  |  |  |  |  |  | ----- | ---- |
| 2019 |          | Ford Fiesta R5 e Ford Fiesta Rally2 |  | Rit |  | 4 | 5 | 1 | 13 | Rit | Rit |  |  |  |  |  |  |  | 47    | 7º   |

| Legenda | 1º posto | 2º posto | 3º posto | A punti | Senza punti | Ritirato | Squalificato | NP=Non partito C=Gara cancellata | Apice=Power stage |

### PWRC
| 2000 | Scuderia | Vettura             |  |  |  |  |  |  |  |  |  |  |  |  |  |     |  |  | Punti | Pos. |
| ---- | -------- | ------------------- |  |  |  |  |  |  |  |  |  |  |  |  |  | --- |  |  | ----- | ---- |
| 2000 |          | Volkswagen Polo 16V |  |  |  |  |  |  |  |  |  |  |  |  |  | Rit |  |  | -     |      |

| 2004 | Scuderia | Vettura            |  |  |  |  |  |  |  |  |  |  |  |  |  |  |  |     | Punti | Pos. |
| ---- | -------- | ------------------ |  |  |  |  |  |  |  |  |  |  |  |  |  |  |  | --- | ----- | ---- |
| 2004 |          | Subaru Impreza STi |  |  |  |  |  |  |  |  |  |  |  |  |  |  |  | Rit | -     |      |

| 2005 | Scuderia | Vettura            |  |  |  |  |  |  |  |  |  |  |  |  |  |  |  |   | Punti | Pos. |
| ---- | -------- | ------------------ |  |  |  |  |  |  |  |  |  |  |  |  |  |  |  | - | ----- | ---- |
| 2005 |          | Subaru Impreza STi |  |  |  |  |  |  |  |  |  |  |  |  |  |  |  | 2 | 8     |      |

| 2006 | Scuderia              | Vettura                  |   |  |    |  |  |  |  |  |  |  |   |   |  |   |   |  | Punti | Pos. |
| ---- | --------------------- | ------------------------ | - |  | -- |  |  |  |  |  |  |  | - | - |  | - | - |  | ----- | ---- |
| 2006 | Advan-Piaa Rally Team | Mitsubishi Lancer Evo IX | 1 |  | SQ |  |  |  |  |  |  |  | 1 | 1 |  | 7 | 6 |  | 35    | 2º   |

| 2007 | Scuderia              | Vettura                  |  |   |  |   |  |     |  |  |  |  |   |  |  |     |   |  | Punti | Pos. |
| ---- | --------------------- | ------------------------ |  | - |  | - |  | --- |  |  |  |  | - |  |  | --- | - |  | ----- | ---- |
| 2007 | Advan-Piaa Rally Team | Mitsubishi Lancer Evo IX |  | 5 |  | 7 |  | Rit |  |  |  |  | 5 |  |  | Rit | 6 |  | 13    | 7º   |

| 2008 | Scuderia              | Vettura                                          |  |  |  |   |  |  |   |  |   |  |     |  |  |   |     |  | Punti | Pos. |
| ---- | --------------------- | ------------------------------------------------ |  |  |  | - |  |  | - |  | - |  | --- |  |  | - | --- |  | ----- | ---- |
| 2008 | Advan-Piaa Rally Team | Mitsubishi Lancer Evo IX Mitsubishi Lancer Evo X |  |  |  | 4 |  |  | 4 |  | 5 |  | Rit |  |  | 8 | Rit |  | 15    | 7º   |

| 2010 | Scuderia         | Vettura            |  |   |  |  |   |  |  |  |   |     |   |  |   |  | Punti | Pos. |
| ---- | ---------------- | ------------------ |  | - |  |  | - |  |  |  | - | --- | - |  | - |  | ----- | ---- |
| 2010 | Subaru Team Arai | Subaru Impreza STi |  | 2 |  |  | 4 |  |  |  | 6 | Rit | 3 |  | 9 |  | 55    | 5º   |

| Legenda | 1º posto | 2º posto | 3º posto | A punti | Senza punti | Ritirato | Squalificato | NP=Non partito C=Gara cancellata | Apice=Power stage |

### WRC Academy
| 2011 | Scuderia | Vettura        |  |  |   |  |     |  |  |     |   |  |   |  |   |  |  |  | Punti | Pos. |
| ---- | -------- | -------------- |  |  | - |  | --- |  |  | --- | - |  | - |  | - |  |  |  | ----- | ---- |
| 2011 |          | Ford Fiesta R2 |  |  | 5 |  | Rit |  |  | Rit | 9 |  | 1 |  | 3 |  |  |  | 62    | 3º   |

| 2012 | Scuderia | Vettura        |  |  |  |   |  |   |  |   |     |  |     |  |  |  |  |  | Punti | Pos. |
| ---- | -------- | -------------- |  |  |  | - |  | - |  | - | --- |  | --- |  |  |  |  |  | ----- | ---- |
| 2012 |          | Ford Fiesta R2 |  |  |  | 1 |  | 2 |  | 9 | Rit |  | Rit |  |  |  |  |  | 54    | 6º   |

| Legenda | 1º posto | 2º posto | 3º posto | A punti | Senza punti | Ritirato | Squalificato | NP=Non partito C=Gara cancellata | Apice=Power stage |